# Markus Steinhöfer
Markus Steinhöfer (Weißenburg in Bayern, 7 de março de 1986) é um ex-futebolista profissional alemão que atuava como lateral-direito.

## Carreira
Steinhöfer começou a carreira como profissional no Bayern de Munique. Em 2017, ele assinou um contrato de um ano e meio com o Darmstadt 98. Steinhöfer jogou pelas seleções sub-16, sub-18, sub-19 e sub-21 da Alemanha.

## Títulos
- Super Liga Suíça: 2010–11, 2011–12 e 2012–13
- Campeonato Austríaco de Futebol: 2006–07 e 2007–08 (Vice-campeão)
- Campeonato Tcheco de Futebol: 2015–16 (Vice-campeão)
- 2. Bundesliga: 2009–10
- Copa Suíça: 2011–12 e 2012–13 (Vice-campeão)
- Copa da Alemanha: 2002–03